# Tecolutla, Veracruz
Tecolutla är en ort i Mexiko.   Den ligger i kommunen Tecolutla och delstaten Veracruz, i den sydöstra delen av landet, 250 km nordost om huvudstaden Mexico City. Tecolutla ligger 8 meter över havet och antalet invånare är 3 879.
Terrängen runt Tecolutla är platt. Havet är nära Tecolutla åt nordost.  Närmaste större samhälle är Gutiérrez Zamora, 8,1 km väster om Tecolutla.